# Aeroporto de Munique-Riem
O Aeroporto de Munique-Riem (Em alemão: Flughafen München-Riem) foi o aeroporto internacional que serviu a cidade de Munique, na Alemanha, entre 1939 e 1992, quando deixou de existir em favor do Aeroporto de Munique-Franz Josef Strauss.
Construído durante o regime nazista, o Munique-Riem ficou conhecido no final dos anos 1950 por conta de um acidente ocorrido em uma de suas pistas de decolagem, em 6 de fevereiro de 1958, que vitimou 23 pessoas, dentre eles oito jogadores do clube inglês Manchester United, que havia parado no local para reabastecimento enquanto retornava a Manchester após um jogo em Belgrado, na Iugoslávia.